# Mariangela
Mariangela ist ein italienischer weiblicher Vorname.

## Herkunft
Der Name setzt sich aus den Namen Maria und Angela zusammen.

## Bekannte Namensträgerinnen
- Mariangela Giordano (1937–2011), italienische Schauspielerin
- Mariangela Melato (1941–2013), italienische Schauspielerin
- Mariangela Scelsi (* 1984), italienischstämmige deutsche Schauspielerin, Sängerin und Redakteurin